# Noli me tangere

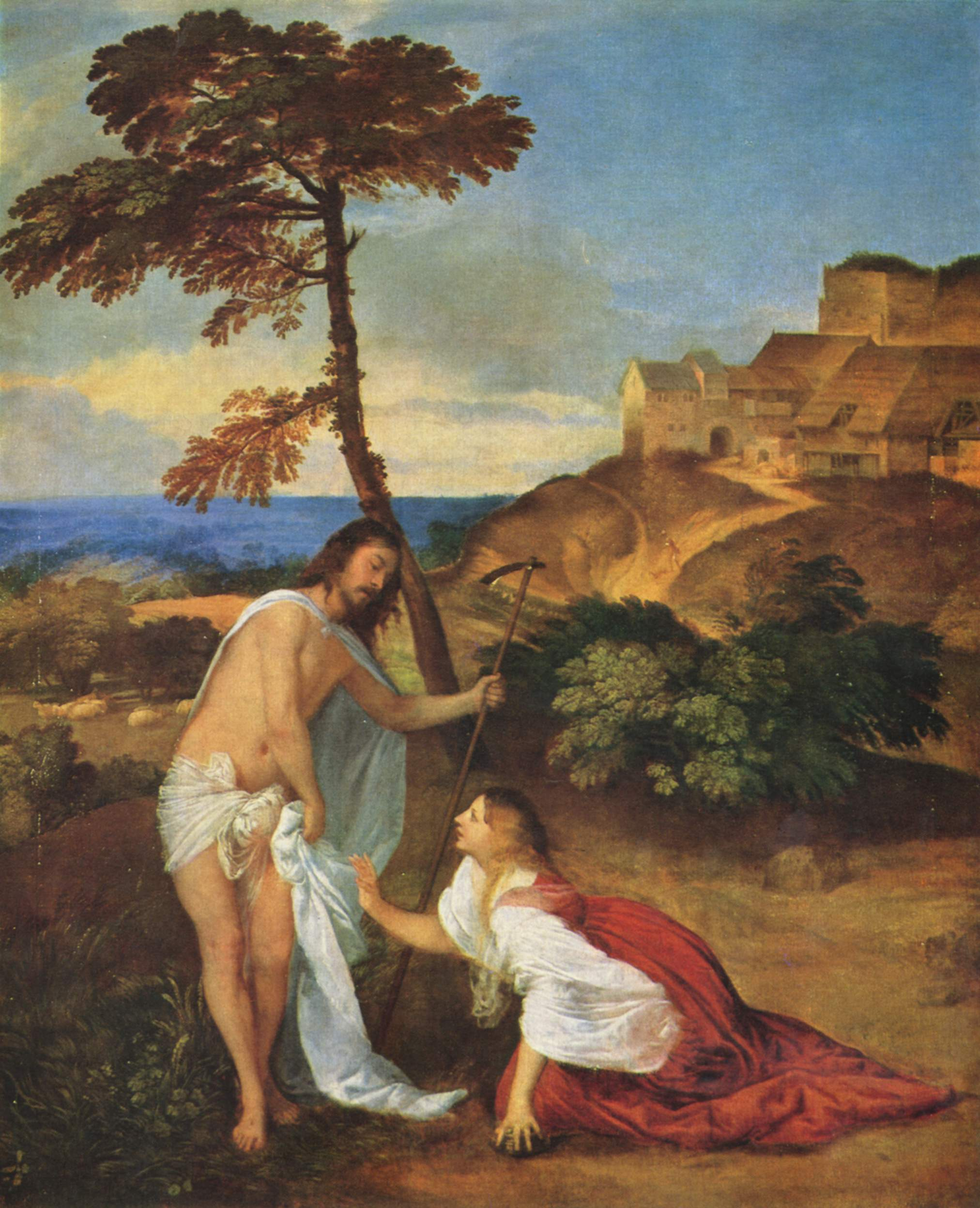
Tycjan, Noli Me Tangere, Londyn, National Gallery

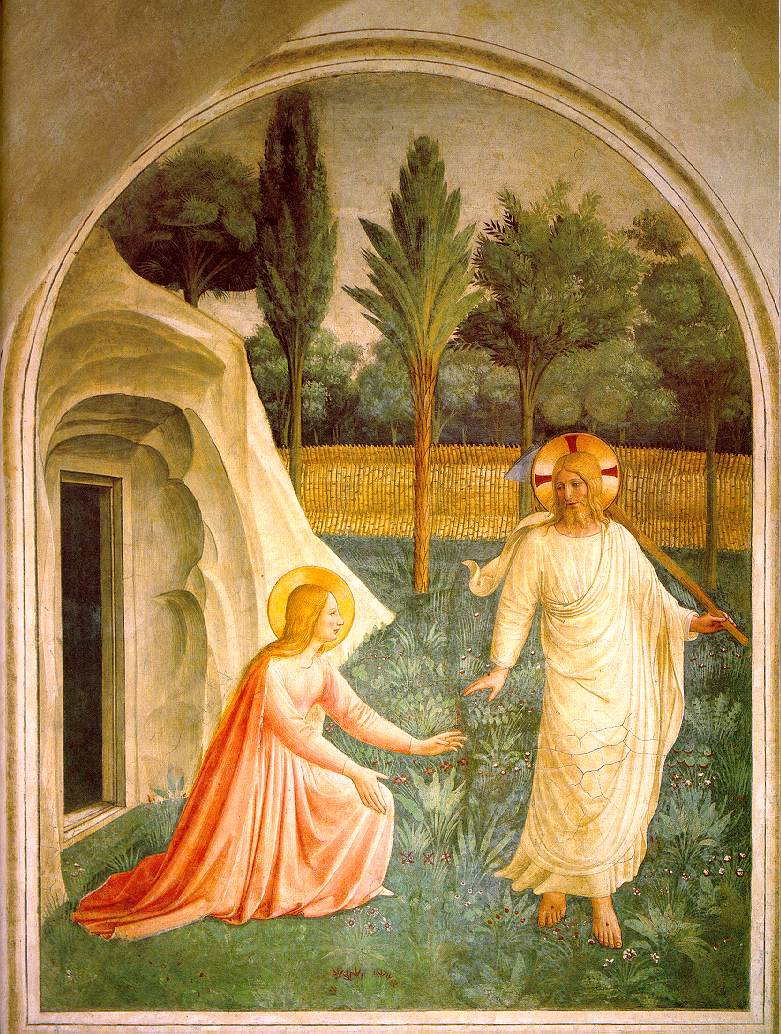
Fra Angelico, fresk Noli me tangere

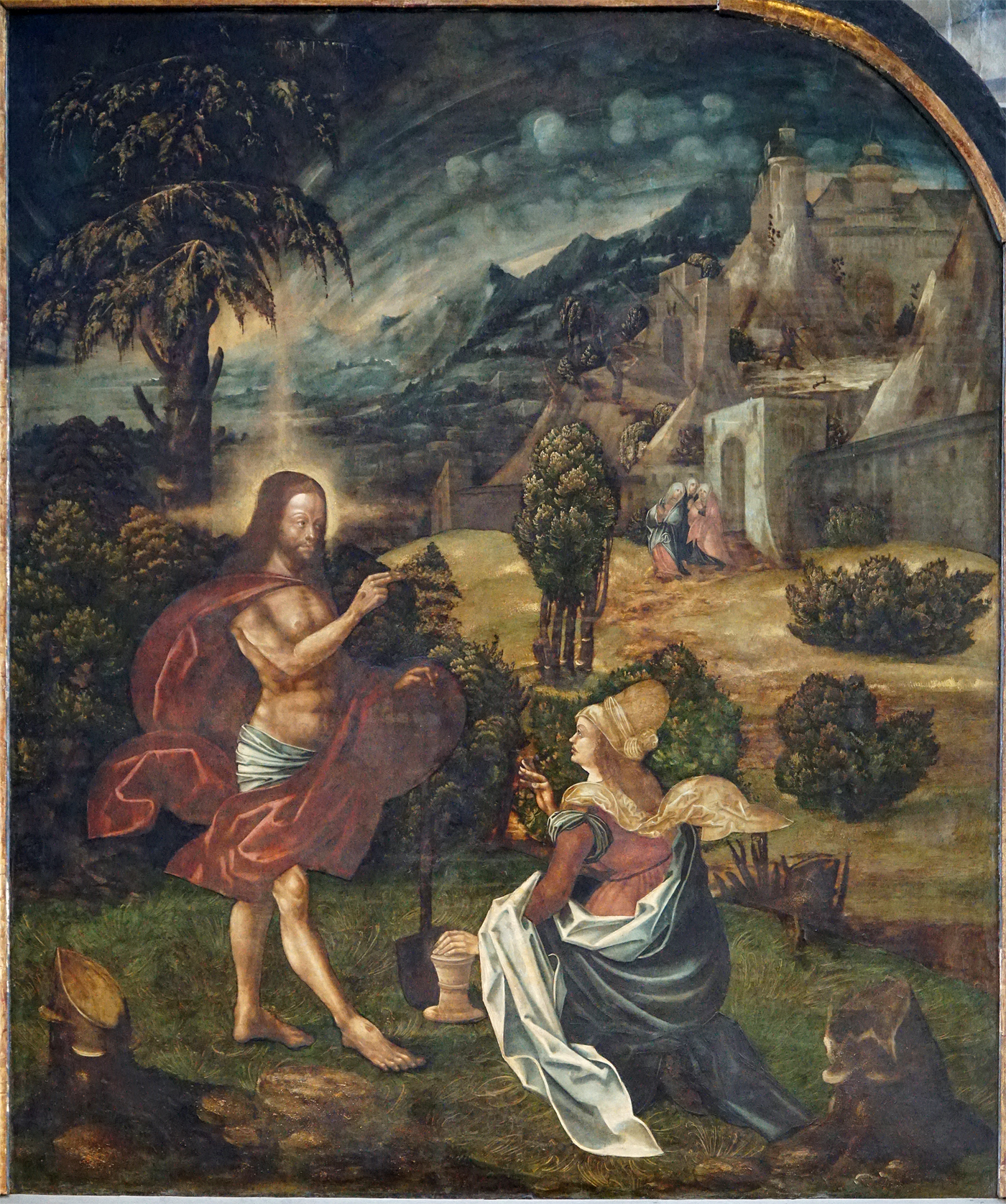
"Noli me tangere", odwrocie ołtarza Koronacji NMP w kościele mariackim w Gdańsku, Michał z Augsburga, 1516

Noli me tangere („Nie dotykaj mnie!”, tłumaczone także jako „nie zatrzymuj mnie!”) – słowa, które według Ewangelii Jana (J 20,17) wypowiedział Jezus do Marii Magdaleny po zmartwychwstaniu. W tym brzmieniu znajdują się w Wulgacie, łacińskim przekładzie Pisma Świętego (tzw. Wulgata klementyńska):
Dicit ei Jesus : Noli me tangere, nondum enim ascendi ad Patrem meum : vade autem ad fratres meos, et dic eis : Ascendo ad Patrem meum, et Patrem vestrum, Deum meum, et Deum vestrum.
W Biblii Tysiąclecia cała scena (J 20, 11-18) przetłumaczona jest następująco:
Maria Magdalena natomiast stała przed grobem płacząc. A kiedy [tak] płakała, nachyliła się do grobu i ujrzała dwóch aniołów w bieli, siedzących tam, gdzie leżało ciało Jezusa – jednego w miejscu głowy, drugiego w miejscu nóg. I rzekli do niej: «Niewiasto, czemu płaczesz?» Odpowiedziała im: «Zabrano Pana mego i nie wiem, gdzie Go położono». Gdy to powiedziała, odwróciła się i ujrzała stojącego Jezusa, ale nie wiedziała, że to Jezus. Rzekł do niej Jezus: «Niewiasto, czemu płaczesz? Kogo szukasz?» Ona zaś sądząc, że to jest ogrodnik, powiedziała do Niego: «Panie, jeśli ty Go przeniosłeś, powiedz mi, gdzie Go położyłeś, a ja Go wezmę». Jezus rzekł do niej: «Mario!» A ona obróciwszy się powiedziała do Niego po hebrajsku: «Rabbuni», to znaczy: Nauczycielu! Rzekł do niej Jezus: «Nie zatrzymuj Mnie, jeszcze bowiem nie wstąpiłem do Ojca. Natomiast udaj się do moich braci i powiedz im: "Wstępuję do Ojca mego i Ojca waszego oraz do Boga mego i Boga waszego"». Poszła Maria Magdalena oznajmiając uczniom: «Widziałam Pana i to mi powiedział».
Wyrażeniem Noli me tangere określa się także w sztukach plastycznych przedstawienie Chrystusa, ukazującego się po zmartwychwstaniu Marii Magdalenie. Temat ten pojawiał się już we wczesnym średniowieczu, zarówno jak w rzeźbie, grafice, jak i w malarstwie ściennym (fresk, polichromia), książkowym i tablicowym. Tradycja ta była powszechna także w czasach nowożytnych i późniejszych. Często w tym przedstawieniu Chrystus jest okazywany jako ogrodnik z łopatą, bądź trzymający chorągiew.
Przykłady takich przedstawień:
- Ołtarz św. Marii Magdaleny w klasztorze Marienstern na Łużycach,
- obraz Mistrza św. Wawrzyńca,
- scena na odwrocie ołtarza głównego w kościele mariackim w Gdańsku,
- scena w prawym skrzydle nieruchomym Ołtarza Wita Stwosza w krakowskim kościele Mariackim,
- obraz symultaniczny Siedem Radości Marii Hansa Memlinga,
- dzieła Fra Angelica, Taddea Gaddiego, Lorenza Monaco, Duccia, Lucasa Cranacha, Albrechta Dürera, Tycjana, Correggia i innych.